# Borgholm
Borgholm je grad u Švedskoj.

## Zemljopis
Grad se nalazi u istočnome dijelu južne Švedske na otoku Ölandu u Baltičkom moru. U sastavu je županije Kalmar.

## Stanovništvo
Prema podacima o broju stanovnika iz 2005. godine u gradu živi 3.093 stanovnika.

## Vanjske poveznice
- Službena stranica grada

### Ostali projekti
|  | Zajednički poslužitelj ima još gradiva o temi Borgholm |